# 克羅波特金山
克羅波特金山（英語：Mount Kropotkin）是南極洲的山峰，位於毛德皇后地的阿斯特里德公主海岸，處於約許爾許爾夏山西部，根據挪威探險隊的測量和拍攝的空中照片繪入地圖，現時由南極條約體系管理。其名字来源于俄罗斯无政府主义者彼得·阿列克谢耶维奇·克鲁泡特金。